# Distrito electoral de Gage Valley
Gage Valley (en inglés: Gage Valley Precinct) es un distrito electoral ubicado en el condado de Howard en el estado estadounidense de Nebraska. En el Censo de 2010 tenía una población de 230 habitantes y una densidad poblacional de 1,72 personas por km².

## Geografía
Gage Valley se encuentra ubicado en las coordenadas 41°11′55″N 98°20′24″O / 41.19861, -98.34000. Según la Oficina del Censo de los Estados Unidos, Gage Valley tiene una superficie total de 133.6 km², de la cual 132.82 km² corresponden a tierra firme y (0.59%) 0.78 km² es agua.

## Demografía
Según el censo de 2010, había 230 personas residiendo en Gage Valley. La densidad de población era de 1,72 hab./km². De los 230 habitantes, Gage Valley estaba compuesto por el 98.7% blancos, el 0.87% eran amerindios y el 0.43% eran de otras razas. Del total de la población el 2.17% eran hispanos o latinos de cualquier raza.